# Benjamin Mendy
Benjamin Mendy (nascut el 17 de juliol de 1994) és un futbolista professional francès que juga de lateral esquerre al Manchester City de la Premier League i a la selecció de futbol de França. Mendy va jugar quatre temporades a la màxima categoria del futbol francès, la Ligue 1, i va guanyar-hi un campionat de lliga amb l'Monaco. El seu fitxatge per City va batre el rècord mundial de quantitat pagada per un defensa.

## Trajectòria

### Le Havre
El 24 de juliol de 2011, Mendy va signar el seu primer contracte professional, per tres anys, amb el club Le Havre de la Ligue 2. Mendy va debutar-hi el 9 d'agost de 2011 en una derrota per 2–1 en partit de la Copa de la Lliga contra l'Amiens.

### Marsella
El 8 de juliol de 2013, Mendy va fitxar per l'Olympique de Marseille de la Ligue 1. El va fitxar l'entrenador Élie Baup, que l'any abans havia aconseguit la segona plaça a la classificació i havia classificat el club per jugar la Lliga de Campions de la UEFA 2013-14. Va debutar al club i a la Ligue l'11 d'agost contra el Guingamp, i va marcar el primer gol per al Marsella el 24 de setembre contra l'AS Saint-Étienne. Mendy va jugar els sis partits de la fase de grups de la Lliga de Campions, debutant-hi l'1 d'octubre contra el Borussia Dortmund. No obstant, el Marsella va perdre tots els partits i va quedar eliminat; l'entrenador fou destituït i van nomenar José Anigo. Amb el nou entrenador Mendy va jugar poc durant la resta de la temporada i només fou titular un cop en els últims catorze partits. El seu joc durant el partit que fou titular, contra el Lille el 20 d'abril de 2014, va ser criticat per l'antic lateral esquerre del Marsella Éric Di Meco, que va dir que "es menjaria una rata" si en Mendy arribava a la selecció francesa de futbol. Després de la temporada, Mendy va entrar en la llista dels 40 nominats al premi Golden Boy de 2014.
Mendy va desenvolupar el seu joc durant la següent temporada, amb l'entrenador argentí Marcelo Bielsa; Mendy va declarar que Bielsa li "havia tornat la força i l'agressivitat que havia perdut l'any passat" Mendy va ser titular en 33 partits de lliga, donant 6 assistències, i col·laborant en la classificació del Marsella per a l'Europa League. El 23 de setembre de 2015, Mendy va veure una targeta vermella directa poc després d'entrar com a substitut, per una falta a Jean-Daniel Akpa-Akpro, del Toulouse, tallant una ocasió de gol. Mendy va rebre dos partits de suspensió, i més endavant es va perdre 13 partits per una lesió als isquiotibials contra el Caen en partit de Copa el 3 de gener de 2016.
Mendy va jugar per cinc entrenadors diferents en tres temporades a l'Stade Vélodrome. Va jugar-hi 101 partits oficials i va donar 14 assistències.

### Monaco
El 22 de juny de 2016, l'AS Monaco va anunciar que havia fitxat Mendy per cinc anys. Mendy va debutar amb el club el 27 de juliol al partit d'anada de la tercera ronda de classificació per a la Lliga de Campions 2016-2017 contra el Fenerbahçe SK. Va ser expulsat el 18 de desembre al partit contra l'Olympique de Lió de la Ligue 1, per una entrada per darrere. Era la segona expulsió de la temporada, perquè també havia estat expulsat en el partit contra el Vila-real CF de la ronda eliminatòria de la Lliga de Campions. Mendy va rebre una suspensió de cinc partits, que després es van reduir a quatre, tornant a l'equip per al partit contra el Lorient el 22 de gener de 2017.
El 4 de febrer, Mendy va fer dues assistències amb centrades a Valère Germain i Radamel Falcao en la victòria per 3–0 contra l'Niça. Mendy va marcar el seu primer gol amb el Monaco a la Copa contra el seu antic equip Marsella l'1 de març. El gol, marcat a la pròrroga, va suposar el 3–2, i també va donar dues assistències per acabar guanyant per 4–3. Monaco va arribar a les semifinals de la Lliga de Campions, i Mendy va donar 4 assistències, fins que van ser eliminats per la Juventus FC.
Mendy va ser clau en la victòria del Monaco a la Ligue 1 2016–17, sent titular en 24 partits amb l'entrenador Leonardo Jardim. El Monaco va ser també l'equip més golejador, amb 107 gols, i Mendy va destacar juntament amb l'altre lateral Djibril Sidibé pel seu joc d'atac. El 16 de maig, Mendy va entrar en l'equip ideal de l'any juntament amb 5 companys d'equip. L'endemà, el Monaco va aconseguir matemàticament el títol de Ligue 1 contra l'AS Saint-Étienne, en la penúltima jornada; feia 17 anys que el Monaco no guanyava la lliga, i va ser l'últim partit de Mendy amb el club. Després d'aquella temporada, Mendy es va afegir a l'èxode de jugadors que va patir el club, incloent estrelles com Bernardo Silva, Tiemoué Bakayoko, i després Kylian Mbappé.

### Manchester City
El 24 de juliol de 2017, es va anunciar que el Manchester City de la Premier League havia fitxat Mendy per cinc anys, per 52 milions de lliures. El preu va eclipsar el rècord anterior per un defensa, que havia batut 10 dies abans el mateix City en contractar Kyle Walker. El 23 de setembre, Mendy es va lesionar al genoll dret en el partit contra el Crystal Palace. El club va confirmar que s'havia trencat el lligament encreuat anterior del genoll, i es va operar a Barcelona el 29 de setembre.

## Carrera amb la selecció

### Juvenil
Mendy va ser internacional amb les seleccions sub-16 i sub-17. El 2011, va formar part de l'equip que va arribar a quarts de final del Mundial sub-17.

### Sènior
Mendy va ser convocat a la selecció francesa de futbol per primera vegada el març de 2017, per jugar contra Luxemburg i Espanya. Va debutar el 25 de març contra els primers, jugant tot el partit en una victòria per 1–3 en el torneig de classificació per al mundial de 2018.

## Estadístiques

### Club
A 30 de setembre de 2017
| Club                | Temporada           | Lliga               | Lliga   | Lliga | Copa    | Copa | Copa de la Lliga | Copa de la Lliga | Europa  | Europa | Altres  | Altres | Total   | Total |
| Club                | Temporada           | Divisió             | Partits | Gols  | Partits | Gols | Partits          | Gols             | Partits | Gols   | Partits | Gols   | Partits | Gols  |
| ------------------- | ------------------- | ------------------- | ------- | ----- | ------- | ---- | ---------------- | ---------------- | ------- | ------ | ------- | ------ | ------- | ----- |
| Le Havre            | 2011–12             | Ligue 2             | 29      | 0     | 2       | 0    | 1                | 0                | —       | —      | —       | —      | 32      | 0     |
| Le Havre            | 2012–13             | Ligue 2             | 28      | 0     | 3       | 0    | 1                | 0                | —       | —      | —       | —      | 32      | 0     |
| Le Havre            | Total               | Total               | 57      | 0     | 5       | 0    | 2                | 0                | 0       | 0      | 0       | 0      | 64      | 0     |
| Marsella            | 2013–14             | Ligue 1             | 24      | 1     | 2       | 0    | 2                | 1                | 2       | 0      | —       | —      | 30      | 2     |
| Marsella            | 2014–15             | Ligue 1             | 33      | 0     | 1       | 0    | 1                | 0                | —       | —      | —       | —      | 35      | 0     |
| Marsella            | 2015–16             | Ligue 1             | 24      | 1     | 4       | 0    | 1                | 0                | 7       | 0      | —       | —      | 36      | 1     |
| Marsella            | Total               | Total               | 81      | 2     | 7       | 0    | 4                | 1                | 9       | 0      | 0       | 0      | 101     | 3     |
| Monaco              | 2016–17             | Ligue 1             | 25      | 0     | 2       | 1    | 2                | 0                | 10      | 0      | —       | —      | 39      | 1     |
| Monaco              | Total               | Total               | 25      | 0     | 2       | 1    | 2                | 0                | 10      | 0      | 0       | 0      | 39      | 1     |
| Manchester City     | 2017–18             | Premier League      | 4       | 0     | 0       | 0    | 0                | 0                | 1       | 0      | —       | —      | 5       | 0     |
| Manchester City     | Total               | Total               | 4       | 0     | 0       | 0    | 0                | 0                | 1       | 0      | 0       | 0      | 5       | 0     |
| Total de la carrera | Total de la carrera | Total de la carrera | 167     | 2     | 14      | 1    | 8                | 1                | 20      | 0      | 0       | 0      | 209     | 4     |

1. 1 2 3  Partits a la Champions League
2. ↑  Partits a l'Europa League

### Internacional
A 13 de juny 2017.
| Equip nacional | Any   | Partits | Gols |
| -------------- | ----- | ------- | ---- |
| França         | 2017  | 4       | 0    |
| Total          | Total | 4       | 0    |

## Palmarès

### Club
AS Monaco
- 1 Ligue 1: 2016–17

Manchester City FC
- 3 Lligues angleses: 2017-18, 2018-19, 2020-21
- 1 Copa anglesa: 2018-19.
- 4 Copes de la lliga anglesa: 2017-18, 2018-19, 2019-20, 2020-21.
- 2 Community Shield: 2018, 2019.

### Internacional
Selecció francesa
- 1 Copa del Món: 2018.

### Individual
- Equip ideal UNFP Ligue 1: 2016–17[31]